# The Caravans
The Caravans é um grupo de música gospel que foi iniciado por Albertina Walker. O grupo chegou a sua pico da popularidade durante os anos 1950s e 1960s, o lançamento das carreiras de vários artistas, incluindo: Delores Washington, Albertina Walker, Bessie Griffin, Cassietta George, Dorothy Norwood, Inez Andrews, Shirley Caesar, Josephine Howard, Reverendo James Cleveland, e outros. O grupo passou por inúmeras mudanças dos membros entre 1951 e 1961. Entre 1962 e 1966 esteve com sua formação mais estavel, que consiste em Washington, Walker, Caesar, George, James Herndon e Josephine Howard. O grupo também fez aparições na Televisão frequentes durante este tempo em programas de TV como Gospel Time e Jubilee Showcase.

## 2006-2010
Albertina Walker recentemente gravou um álbum de reunião com seu grupo The Caravans, intitulado "Paved The Way", que foi lançado pela Malaco Records em 05 de setembro de 2006. Esta foi a primeira nova gravação do grupo desde 1976. O grupo era formado por Walker, Norwood, Andrews, Washington, e do convidado especial Evelyn Turrentine-Agee. O álbum foi apelidado pela Billboard Magazine como um dos lançamentos mais memoráveis de 2006 (Deborah Evans Price, 9 de dezembro de 2006) e entrou nas paradas da Billboard no top 10 e se manteve no top quarenta por 16 semanas. "Paved the Way" foi recentemente nomeado para um Grammy, Dove Award, & Soul Train Music Award. Albertina Walker morreu de Insuficiência respiratória no dia 08 de outubro de 2010.

## Membros
- Ora Lee Hopkins (1951-1954; morreu em 2000)
- Elyse Yancey (1951-1954)
- Irma Gwynn (1951-1952; morreu 2006)
- Albertina Walker (1952-1972 e 1976 e 2006; morreu 2010)
- Nellie Grace Daniels (1952-1954)
- Edward Robinson (1952-1953)
- Louise Overall Weaver (1952-1953)
- Charlotte Nelson (1953)
- Bessie Griffin (1953-1954; morreu em 1989)
- Iris Humble (1953-1955)
- Johneron Davis (1953-1957 e 1960-1962; morreu em 1965)
- Rev. James Cleveland (1953-1957 e 1967; morreu em 1991)
- Cassietta George (1953-1956 e 1960 e 1962–1966 e 1976; morreu em 1995)
- Gloria Griffin (1954-1955; morreu em 1998)
- Louise McDowell (1954-1956)
- Dorothy Norwood (1956-1957 e 1967 e 2006)
- Sarah McKissick (1956-1958; morreu em 2008)
- Imogene Green (1956-1957)
- Inez Andrews (1957-1962 e 1966–1967 e 2006; morreu em 2012)
- Eddie Williams (1957-1959 e 1961-1962)
- Shirley Caesar (1958-1966)
- Delores Washington (1958-1959 e 1961–1967 e 1976 e 2006)
- James Herndon (1960 e 1963-1967)
- Josephine Howard (1963-1967 e 1976; morreu em 1979)
- Julia Mae Price (1966-1972)
- Bessie Lance (1967)
- Willie James McPhatter (1967-1972)
- Loleatta Holloway (1967-1972; morreu em 2011)
- Gwen Morgan (1967-1972)
- Doris Willingham (1968-1969)
- Isaiah Jones, Jr. (1976; morreu em 2006)
- Evelyn Turrentine-Agee (2006)
- Faith Howard (2011)

## Outras leituras
- Heilbut, Tony, The Gospel Sound: Good News and Bad Times Limelight Editions, 1997, ISBN 0-87910-034-6.
- Horace Clarence Boyer, How Sweet the Sound: The Golden Age of Gospel Elliott and Clark, 1995, ISBN 0-252-06877-7.
- Cedric J. Hayes and Robert Laughton, "The Gospel Discography, 1943-70" Eyeball Productions, 2007, ISBN 0-9686445-8-9
- Bil Carpenter, "Uncloudy Days: The Gospel Music Encyclopedia" Backbeat Books, 2005, ISBN 0-87930-841-9
- Viale, Gene D. I Remember Gospel and I Keep On Singing. [S.l.]: AuthorHouse. ISBN 978-1-4490-7681-8